# Enrique Pavón
Enrique Patrocinio Pavón Espínola (Ypacaraí, Paraguay; 12 de agosto de 1979) es un actor, imitador, director de cine, comediante y conductor de radio paraguayo. Actualmente conduce su propio programa radial y es co-conductor del programa televisivo Tercer Tiempo transmitido por Telefuturo.
Pavón empezó siendo camarógrafo en programas de televisión e inició su carrera artística como actor en Comisaría 13.

## Biografía
La carrera televisiva de Enrique Pavón comenzó en realidad detrás de cámaras. Por un efímero tiempo fue sonidista y ayudante de camarógrafo, pero duró en ese puesto solo hasta que logró mostrar sus luces como actor cómico. Respecto al origen de sus musas inspiradoras, Enrique que cada situación de su pasado y de su presente le dan mina para quitar de ellos parte de sus personajes.
Ha creado programas de televisión y obras teatrales como La Farra, con Rebeca Brítez y Fabi Martínez obras teatrales como Ghosts El Fantasma Del Humor y más.
En la actualidad, es co-conductor en el programa de televisión Tercer Tiempo, en donde actúa con diferentes papeles protagónicos en especial su propio personaje llamado El Abuelo. Y también llega a hacer un personaje heróico llamado Super Mboriahu, que es un superhéroe pobre que lucha por su país en proteger a su gente paraguaya.
Había dicho en un momento que el personaje Super Mboriahu tendría su propia película, planeada por Dani Da Rosa y el propio actor Enrique Pavón.
En el 2017, Pavón, Rebeca Brítez, Fabi Martínez y una gran conducción, formaron un programa llamado La Farra transmitida en el Trece.
En 2020, crea y protagoniza la serie de televisión Hotel Ja Ja en canal también por el canal de televisión, Trece.

## Filmografía

### Programas y telenovelas
| Año       | Programa/Telenovela | Canal                         |
| --------- | ------------------- | ----------------------------- |
| 2006      | Comisaría 13        | Canal 13                      |
| 2006      | Polibandi           | Telefuturo                    |
| 2008      | Papá del corazón *  | Telefuturo                    |
| 2009      | De mil amores *     | Telefuturo                    |
| 2015      | Parodiando          | Telefuturo                    |
| 2016-2017 | Hora Paraguaya      | 101.3 FM Farra                |
| 2016      | Telecomio           | Latele                        |
| 2016-2017 | Hotel de Estrellas  | Telefuturo-Latele             |
| 2010-act. | Tercer Tiempo       | Red Paraguaya de Comunicación |
| 2017      | La Farra            | Red Paraguaya de Comunicación |
| 2020      | Hotel Ja Ja         | Trece                         |

Nota: (*) telenovela.

### Cine
| Año  | Trabajo          | Rol                          | Notas                |
| ---- | ---------------- | ---------------------------- | -------------------- |
| 2013 | Braian Magdaleno | Braian Magdaleno (personaje) | personaje principal  |
| 2018 | Gracias Gauchito |                              | personaje secundario |

### Teatro
| Año  | Obra                       |
| ---- | -------------------------- |
| 2015 | Gus, el fantasma del humor |
| 2012 | Risaterapia 1              |
| 2011 | Las Rubias con neurona     |